# Церква святого Яна (Тарту)
Церква святого Яна (Іоанна) в Тарту — середньовічна цегляна церква, одна з найстаріших церков Естонії, побудована в готичному стилі та відома своїми теракотовими фігурами. Церква присвячена Іоанну Хрестителю.

## Історія
Документальної інформації щодо церкви обмаль, її недостатньо для реконструкції історії будівництва церкви
Перші згадки про церкву святого Іоанна датуються XIV століттям. Археологічні розкопки під церквою виявили залишки більш старішої дерев'яної споруди з гробницею, імовірно ХІІ століття. Можна зробити висновок, що церква була побудована на раніше забудованій території.

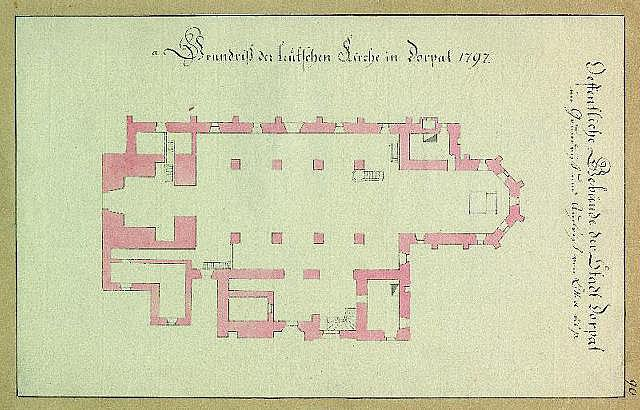
Сканування з книги Йогана Крістофа

За всю свою довгу історію церква не раз була зруйнована та відновлена. У XVI столітті церква постраждала у Лівонській війні. Значних змін церква святого Іоанна також зазнала в зв'язку з відбудовами після Північної війни та Другої світової війни.
В 1775 році у Тарту біля церкви розпочалася велика пожежа, яка зруйнувала незначну частину церкви і майже двісті прилеглих будинків.

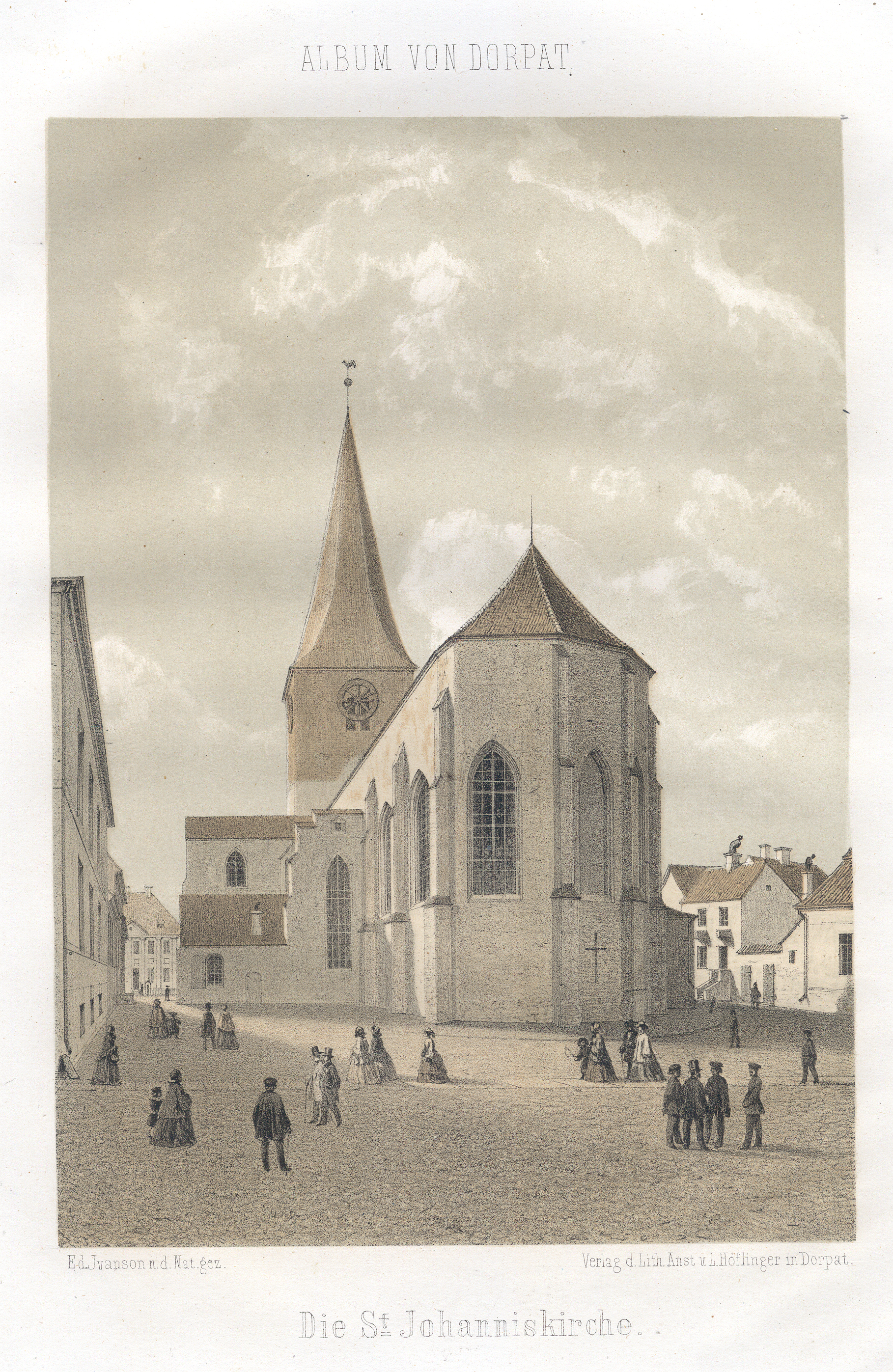
Зображення церкви у 1860 році

У 1820—1830 роках церква була реконструйована за планами архітектора Георга Фрідріха Гейнста і отримала класичне оформлення. В процесі цього було знищено дуже багато скульптур, які заважали запланованому вигляду храму. Збереглися лише ті, які не вилучалися з ніш, тому були замуровані в них під шаром штукатурки.
У 1899—1904 роках фасади церкви були реставровані під керівництвом архітектора Вільгельма Бокслафа. З зовнішніх скульптур були видалені штукатурні шари, а частина зруйнованих скульптур замінена копіями.
У 1944 р в результаті попадання бомби церкву охопила пожежа, штукатурка стін обвалилася у вогні, завдяки чому було виявлено частину середньовічних скульптур. Церква залишалася в руїнах більше пів століття.
У 1999 року церква Святого Іоанна (Яна) отримала нове баштове покриття та два нових бронзових дзвони на ім'я Петро і Павло на честь двох святих-покровителів міста (відповідно, Святого Петра та Павла).
Остаточно церква була відкрита після реставрації в 2005 р. Відкриття церкви було визнано культурною подією року в Тарту та присвоєно почесне звання пам'ятки культури міста.
Наприкінці XIX століття церква надавала початкову освіту. Зараз вона є частиною Естонської євангелічно-лютеранської церкви.

## Опис
В середньовічному варіанті церква святого Іоанна була трьохнефною базилікою із західною вежею. Каплиці в стилі бароко були прибудовані в 1746 і 1769 роках. Любецька каплиця була прибудованою до південної частини базиліки пізніше. Стіни церкви укладені великоформатною цеглою у зв'язку під назвою брати (два повздовжні камені чергуються з одним сполучним). Як повздовжня будівля так і стіни хору оснащені опорними стовпами, які, мабуть, зберегли свою середньовічну форму. На капітелях зображені рельєфи драконів, рослинні мотиви та гербові лілії. Головний портал на західному фасаді церкви чотирьохярусний, хоча спочатку він мав шість ступенів. Портал прикрашений п'ятнадцятьма нішами конюшиноподібної форми для теракотових скульптур. Плінтус порталу зазнав реставраційних робіт і сформований із граніту. На східній стіні базиліки є тріумфальна арка, над якою проходить фриз з теракотових фігур та простора гостра арочна ніша.

З дзвіниці заввишки приблизно тридцять метрів, на яку ведуть 135 сходинок (діаметр самого вузького місця становить 47 сантиметрів) відкривається чудовий вид на все місто Тарту. 

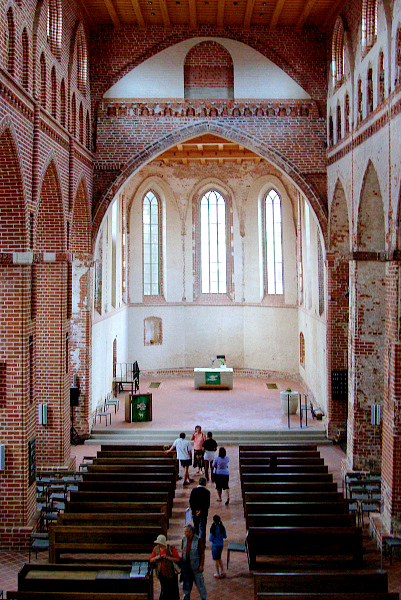
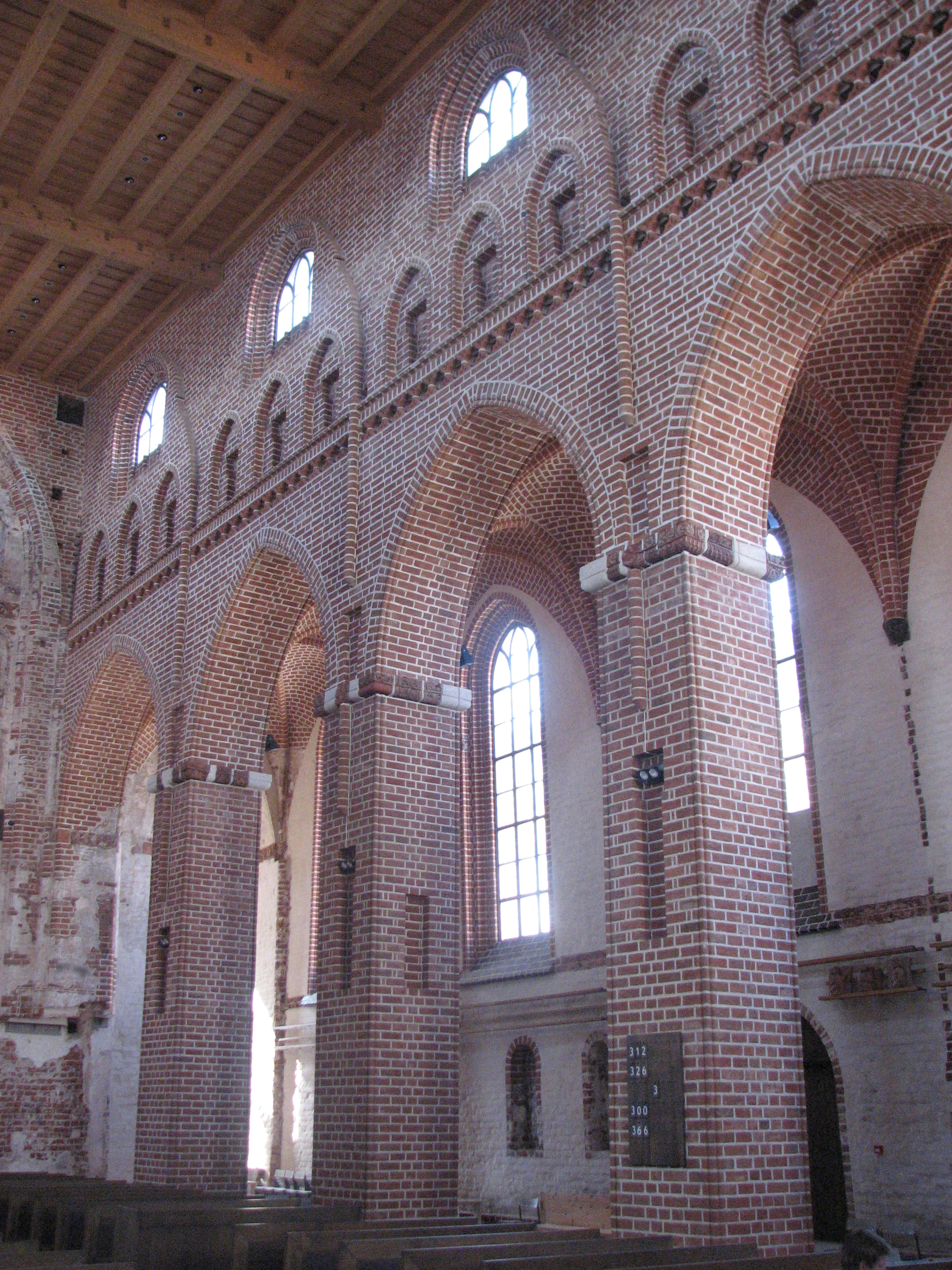
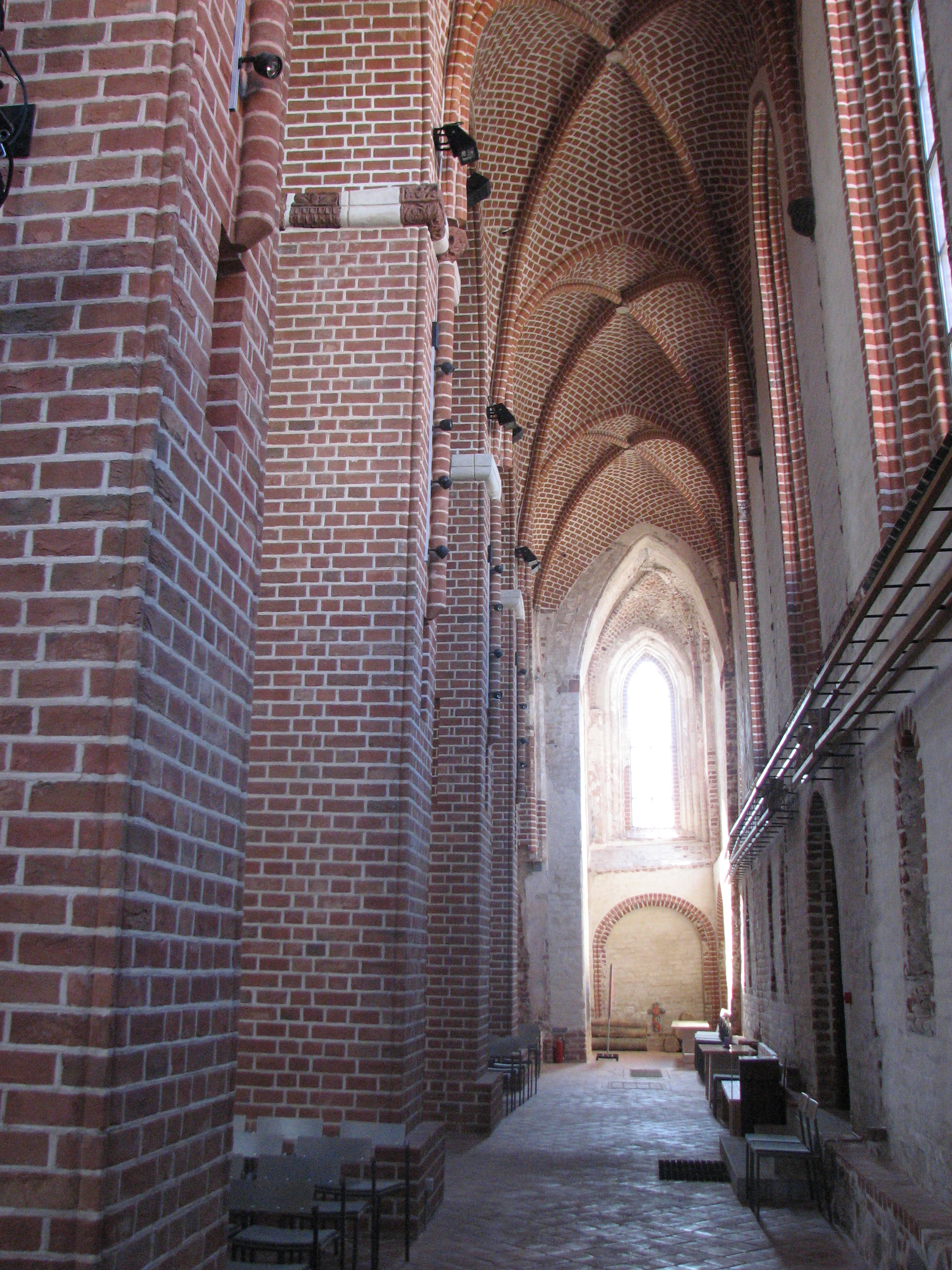
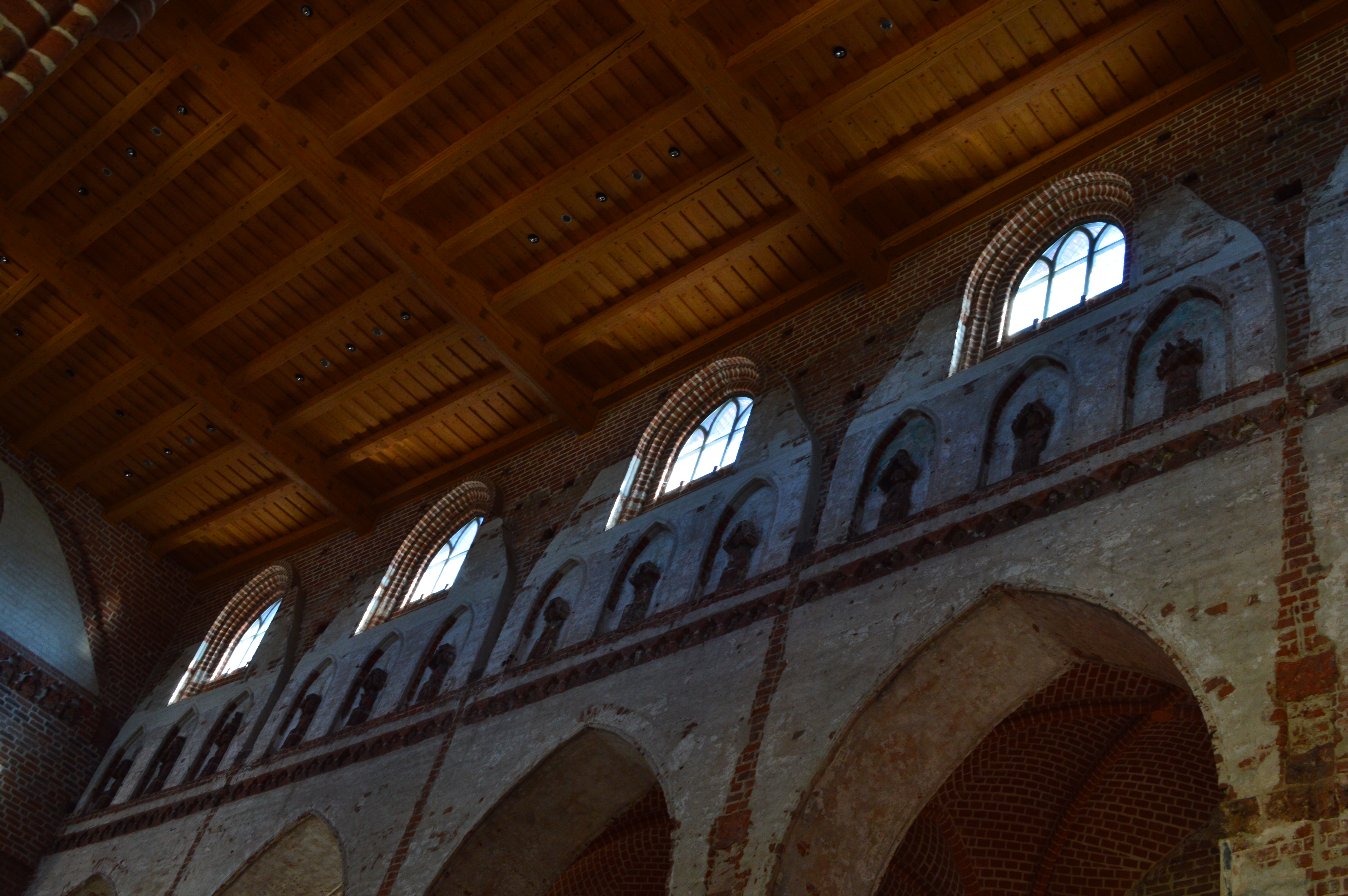
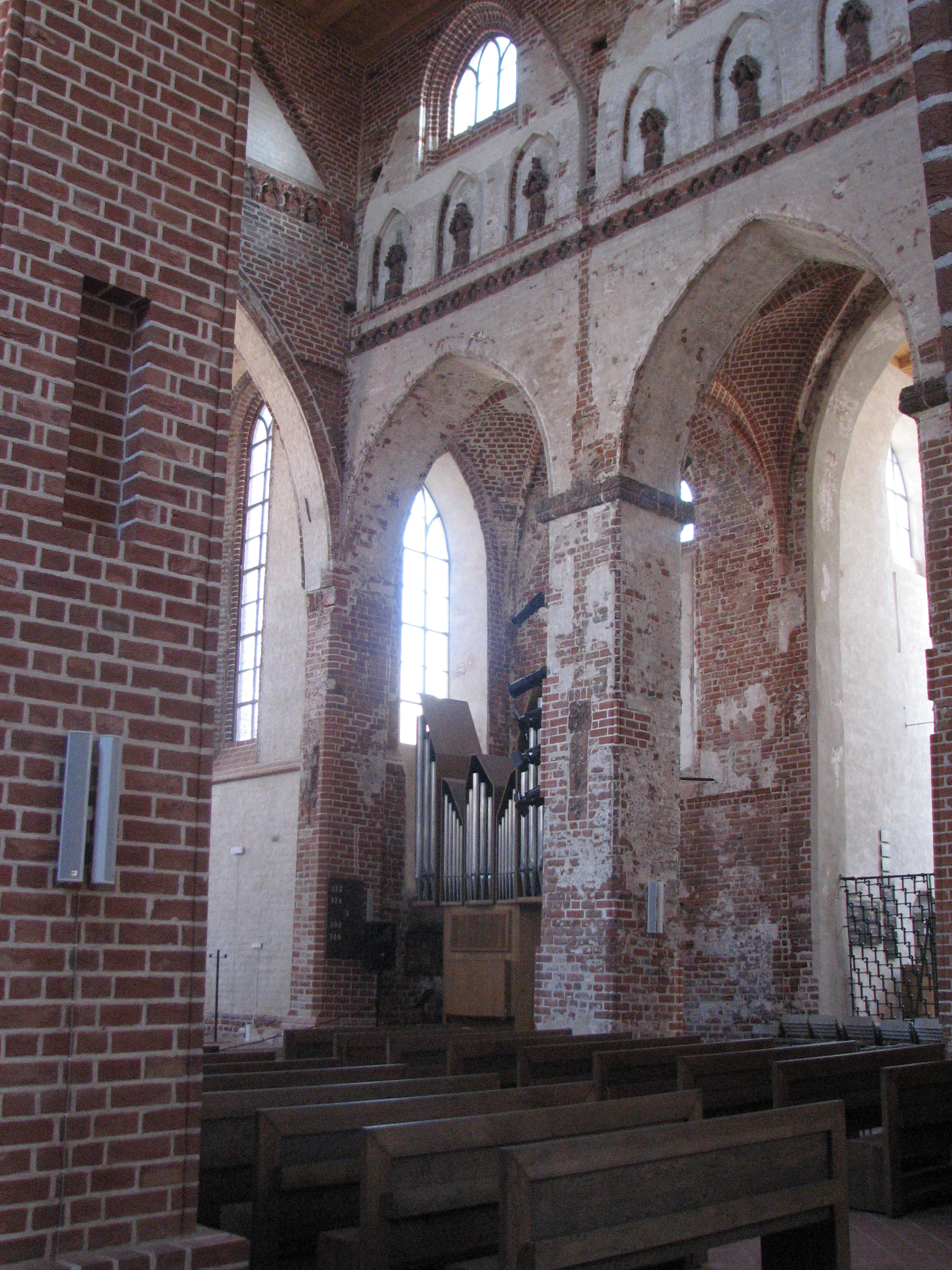
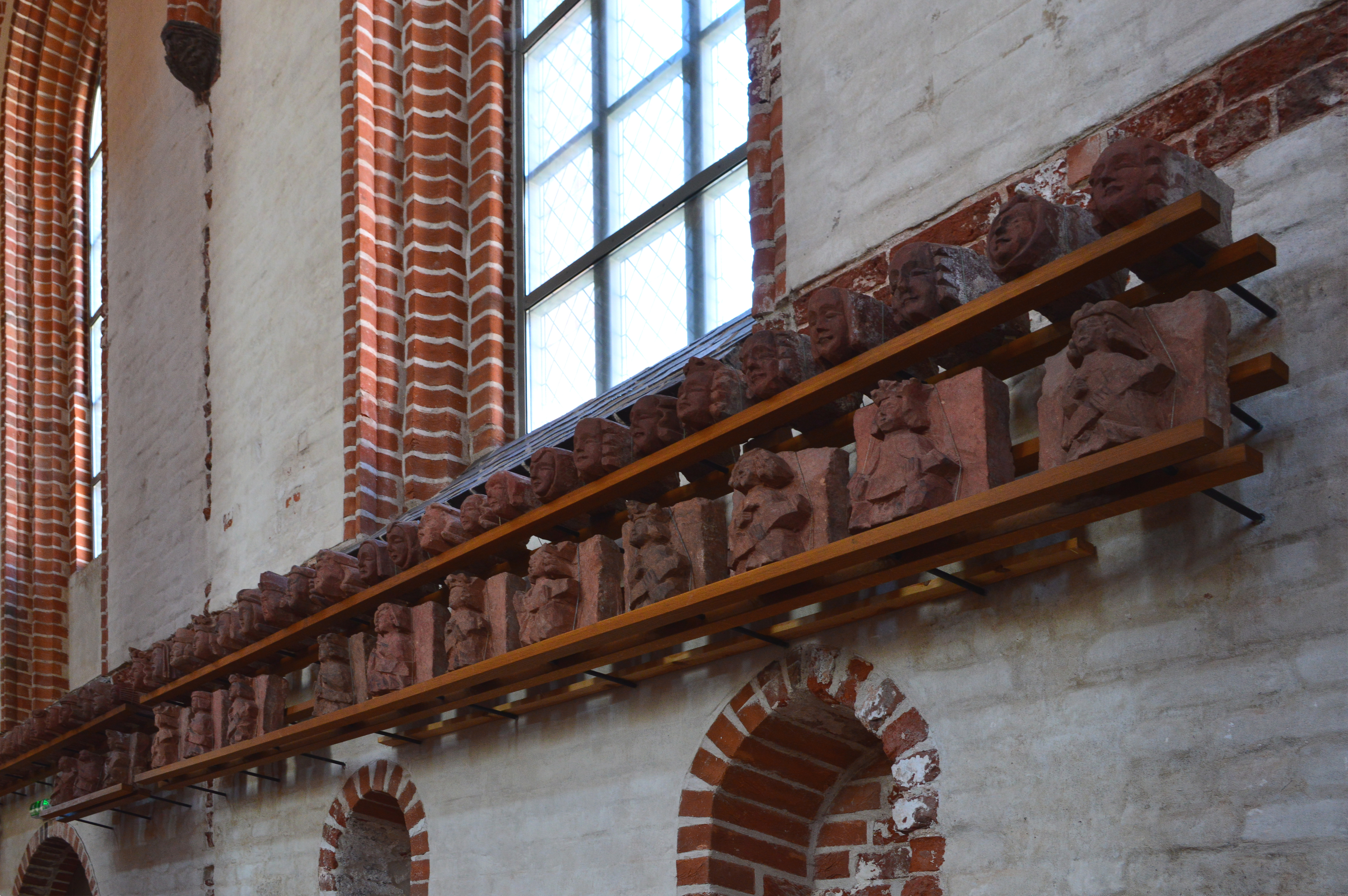

## Теракотові фігури
Найвидатнішою особливістю церкви Святого Яна є його багатство теракотових скульптур. В європейській готиці немає жодної будівлі, яка б могла конкурувати за розміром, кількістю, а також художнім рівнем з теракотовими скульптурами Янової церкви в Тарту.
Зовні і зсередини в стінах церкви було зроблено безліч ніш, де стояли скульптури. Зокрема, тут були фігури дванадцяти євангелістів, святих, Діви Марії та Ісуса. На жаль, не всі скульптури дожили до нашого часу, але і сьогодні можна побачити фігури в нішах головної стіни між аркадами — це скульптури коронованих правителів. Торцеві стіни головного нефа також прикрашають фігури: тут можна побачити скульптурну групу з Ісусом на престолі в оточенні шести святих поряд з ним. Монументальність скульптур церкви вражає. Група скульптур Розп'яття (яка раніше знаходилася над тріумфальною аркою) виконана в натуральну величину, наприклад, фігура Діви Марії має висоту 160 см.
Спочатку було більше тисячі рукотворних фігурок. Кожна фігурка відрізнялася від інших, адже була виготовлена в індивідуальному порядку, а не за допомогою форми. До наших часів дійшло близько 200. Велика кількість різноманітних фігурок породила гіпотези про те, що вони могли бути створені за зразком громадян Тарту.

Хоча теракот не можна назвати матеріалом рідкісним для Середніх віків, та за кількістю декоративних елементів з неї церква святого Яна в Тарту перевершує всі церкви світу цього періоду, що збереглися до наших днів.

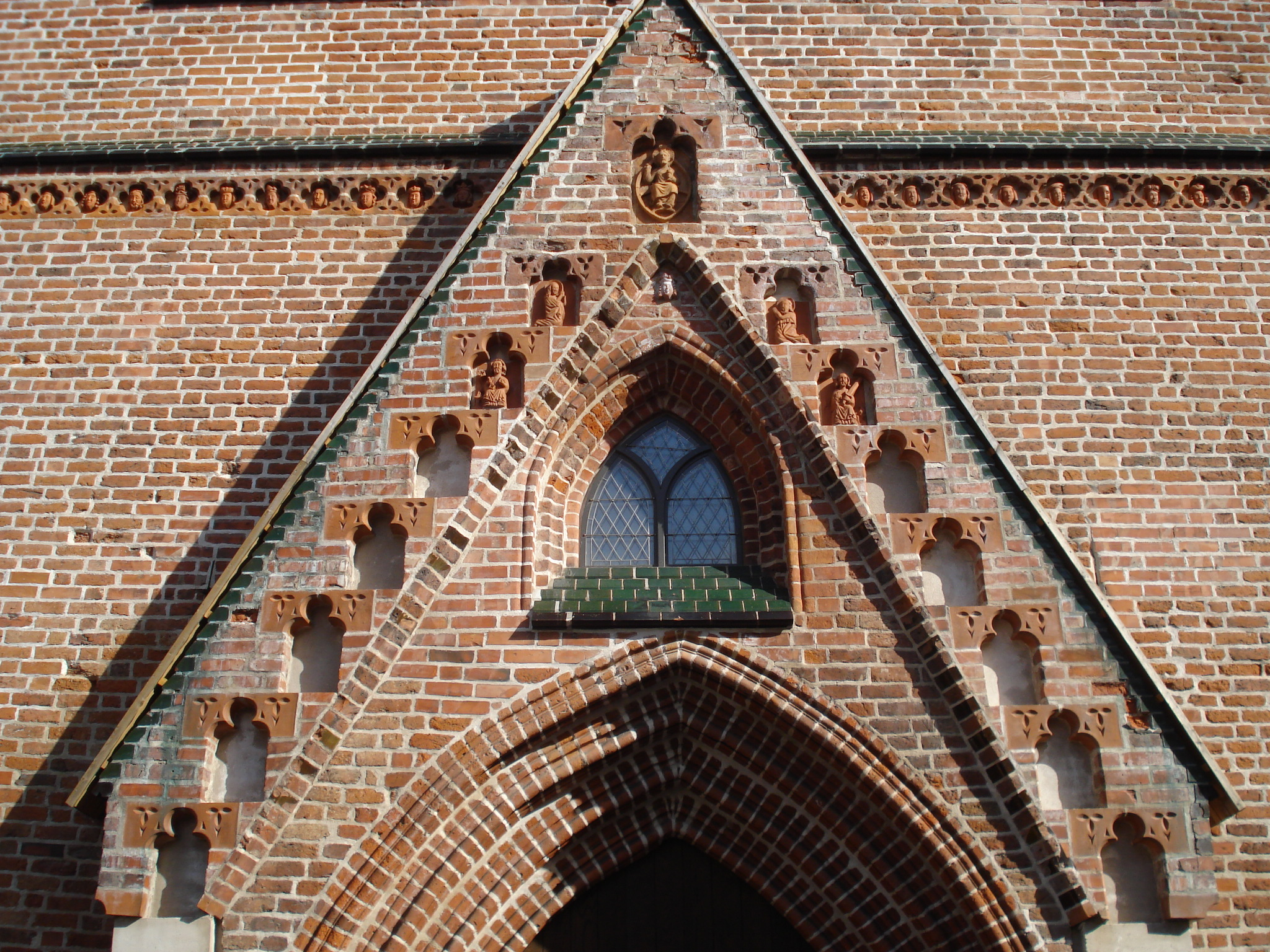
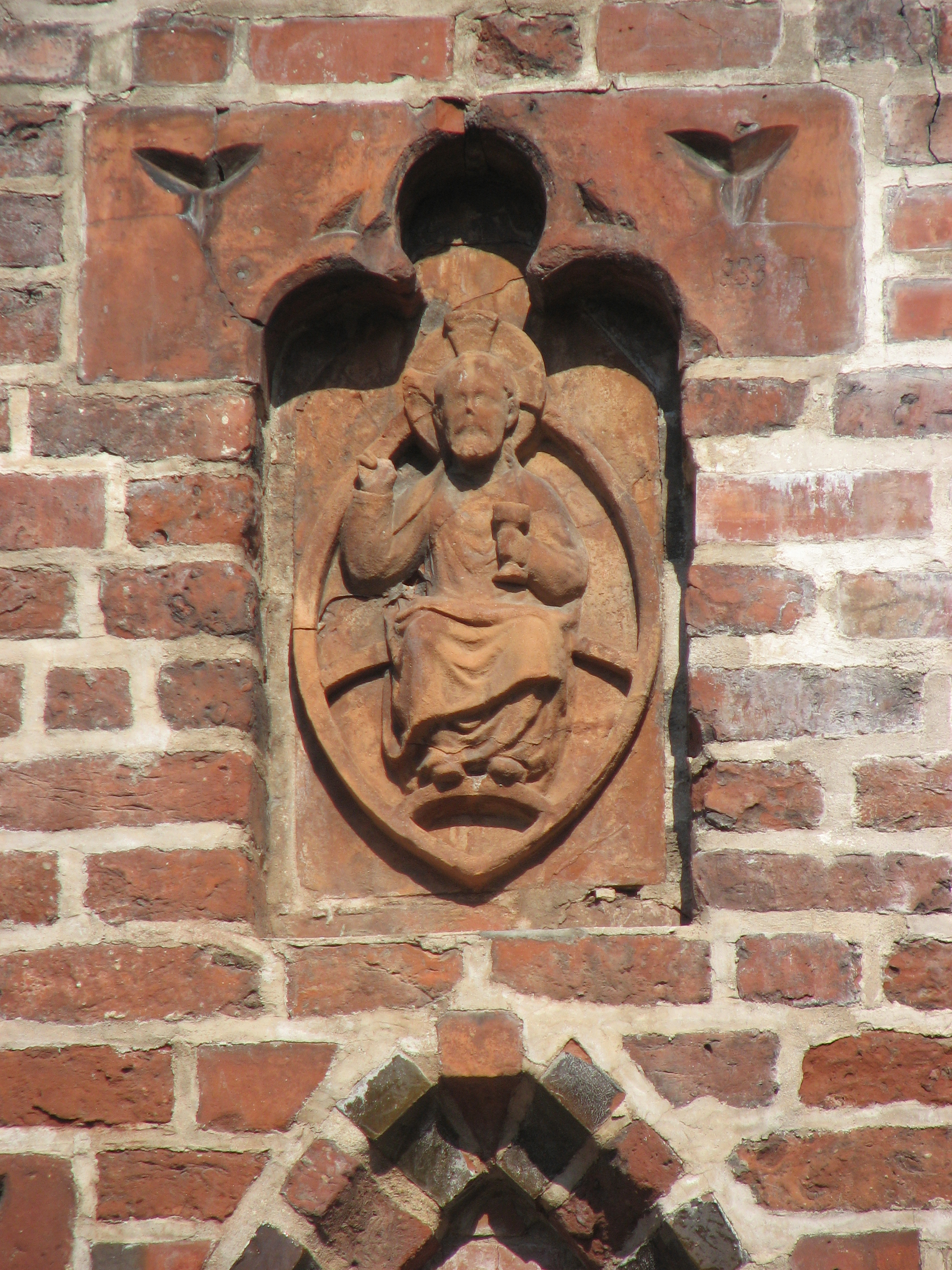
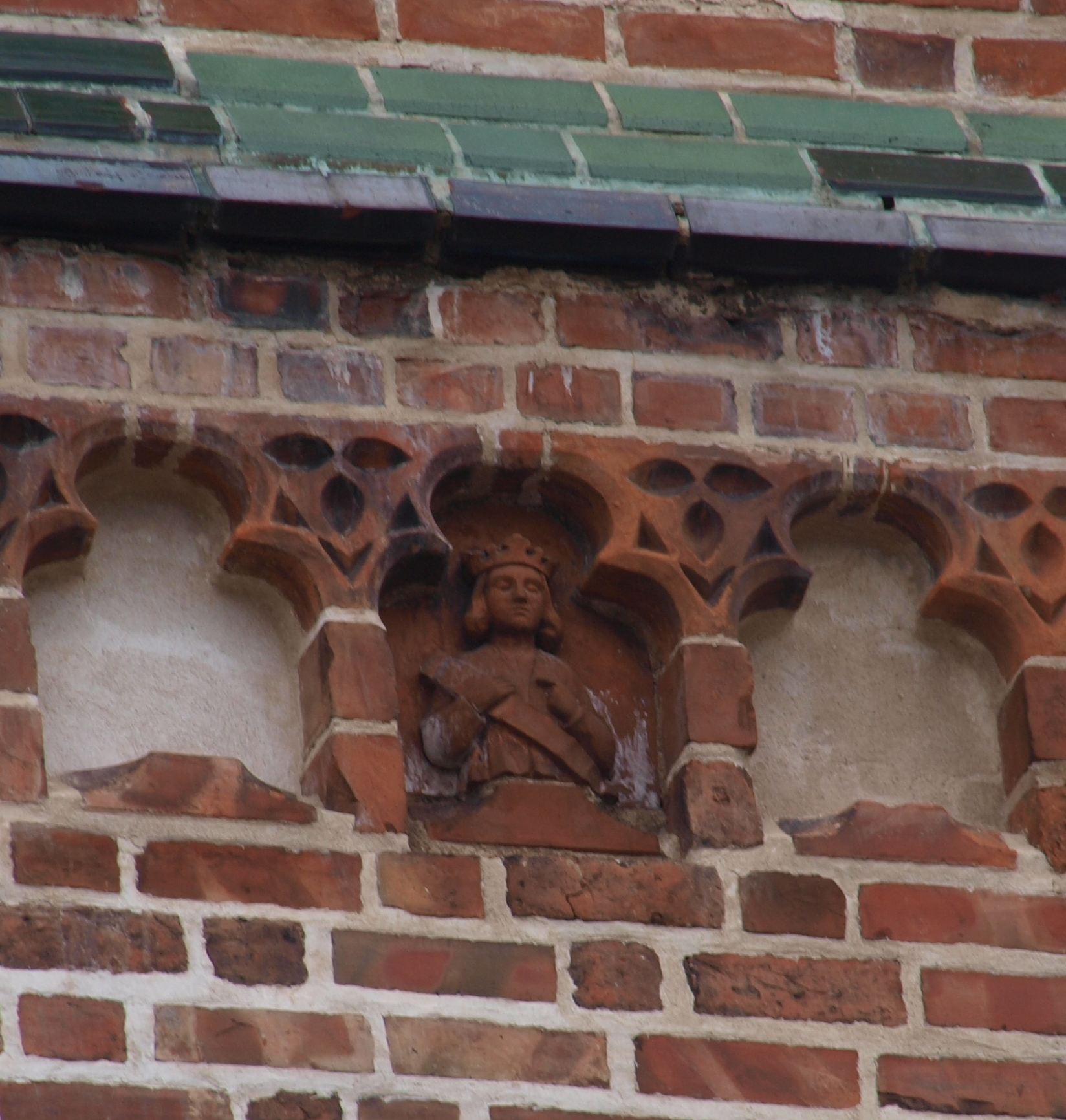
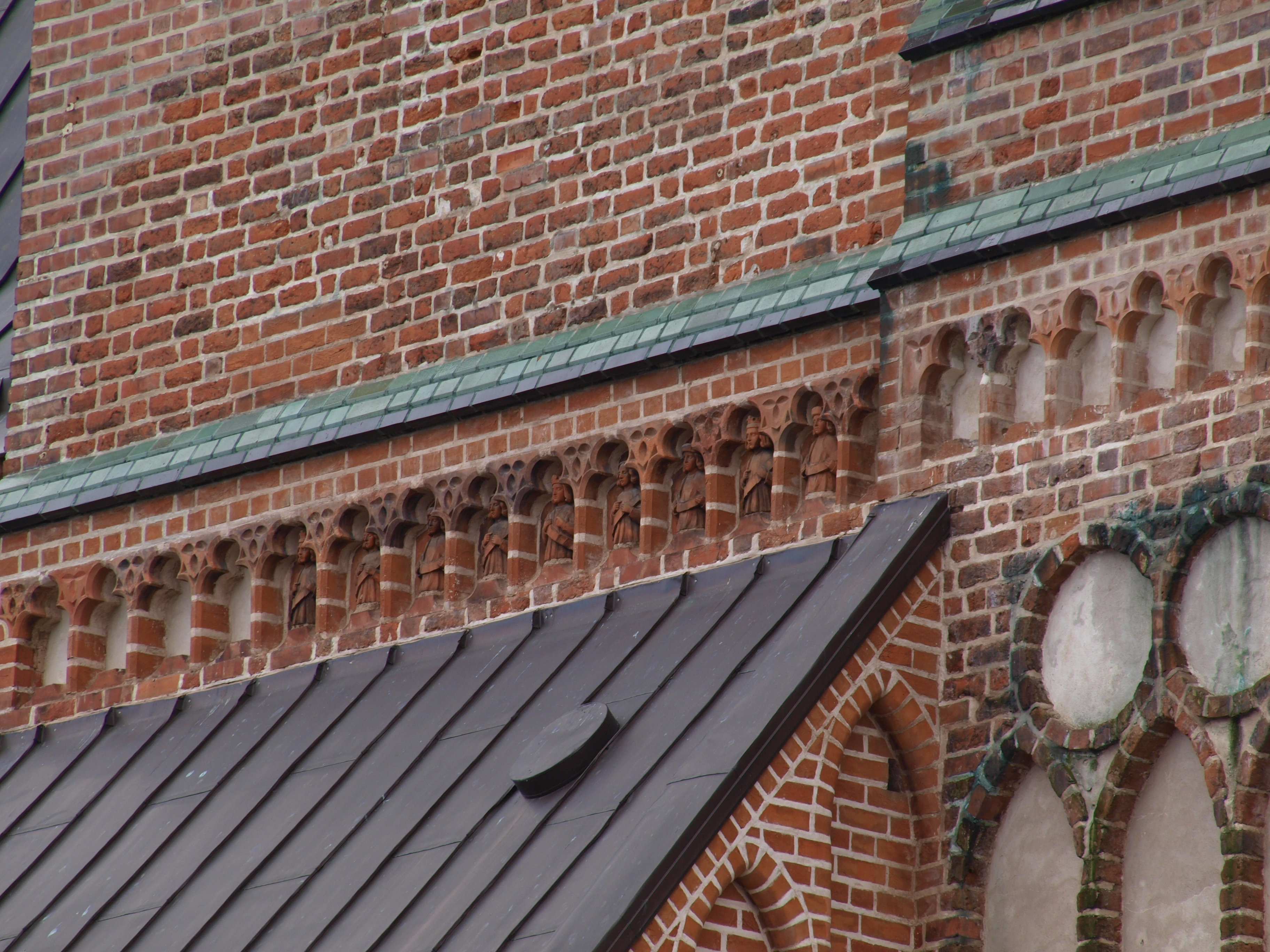
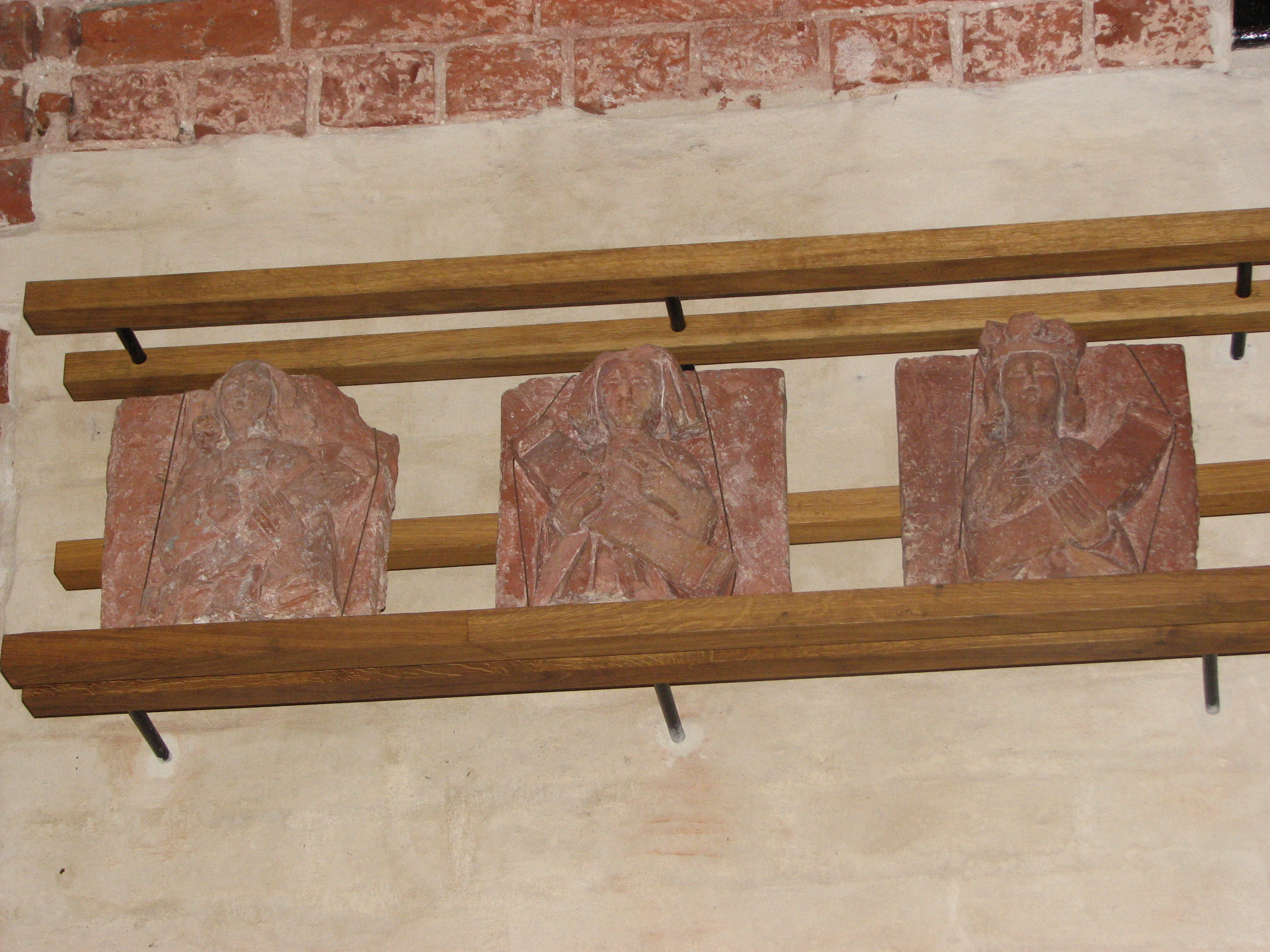

## Цікаві факти
1. У 2012 році церква святого Іоанна брала участь у конкурсі «Шість чудес Балтійського регіону» в якості кандидата від Естонії. Учасниками були 10 країн, розташованих на берегах Балтійського моря.
2. У травні цього ж року в церкві святого Іоанна відкрилася виставка фотографій «National Geographic», приурочена до початку випуску журналу естонською мовою.
3. Церква святого Іоанна використовується не лише для богослужіння, а ще як концертний майданчик. Зокрема, тут проходить Зимовий музичний фестиваль, який триває тиждень, з щоденними концертами соло-музикантів і колективів, включаючи піаністів зі світовим ім'ям та інших інструменталістів і оперних співаків.

## Див. також

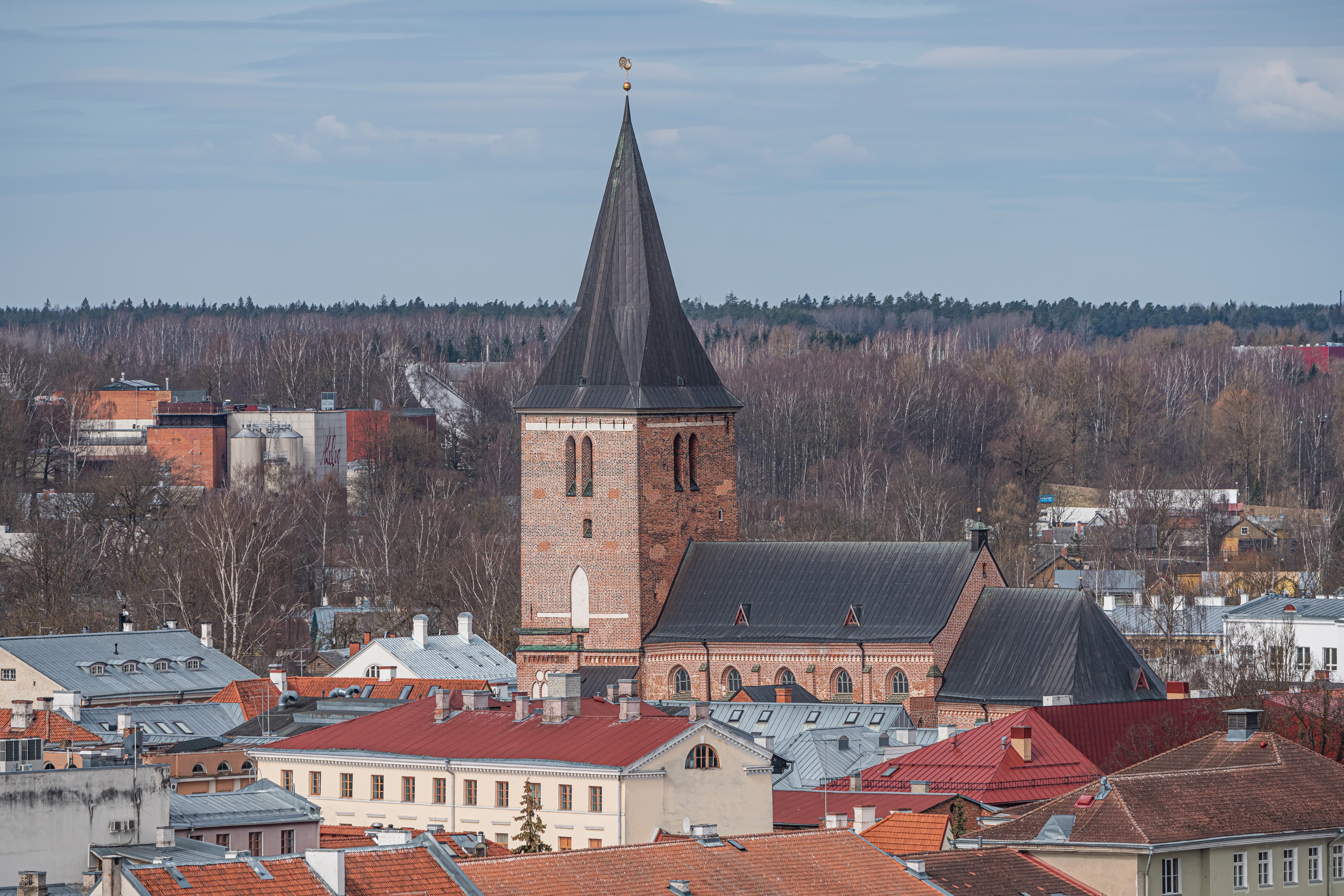
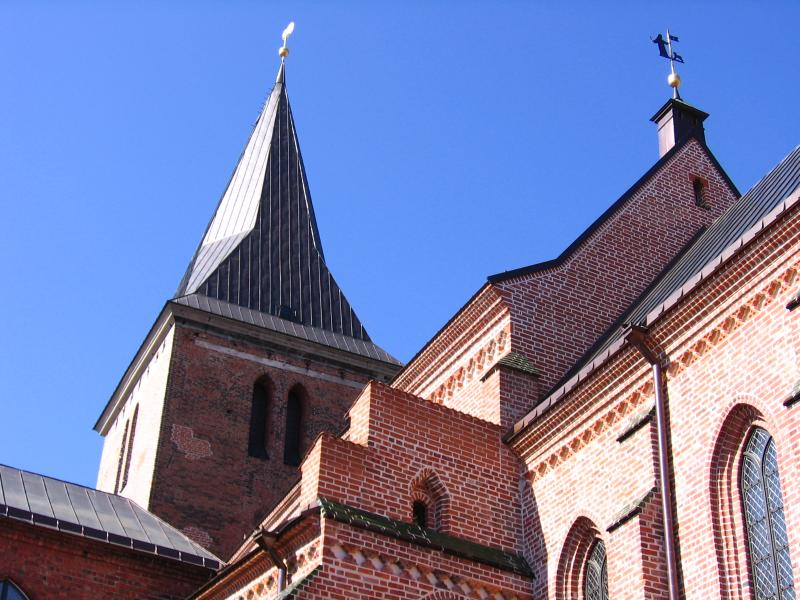
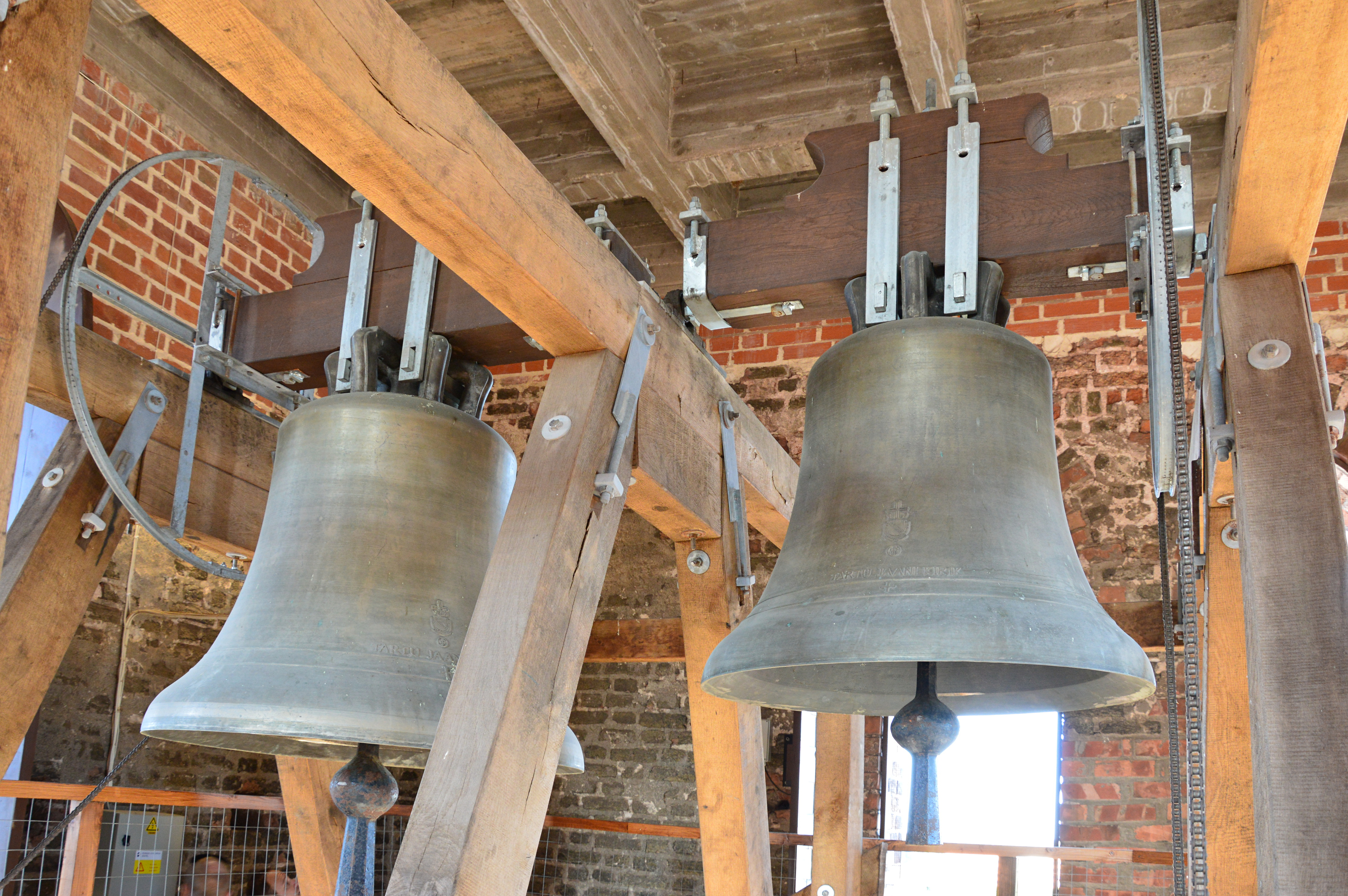
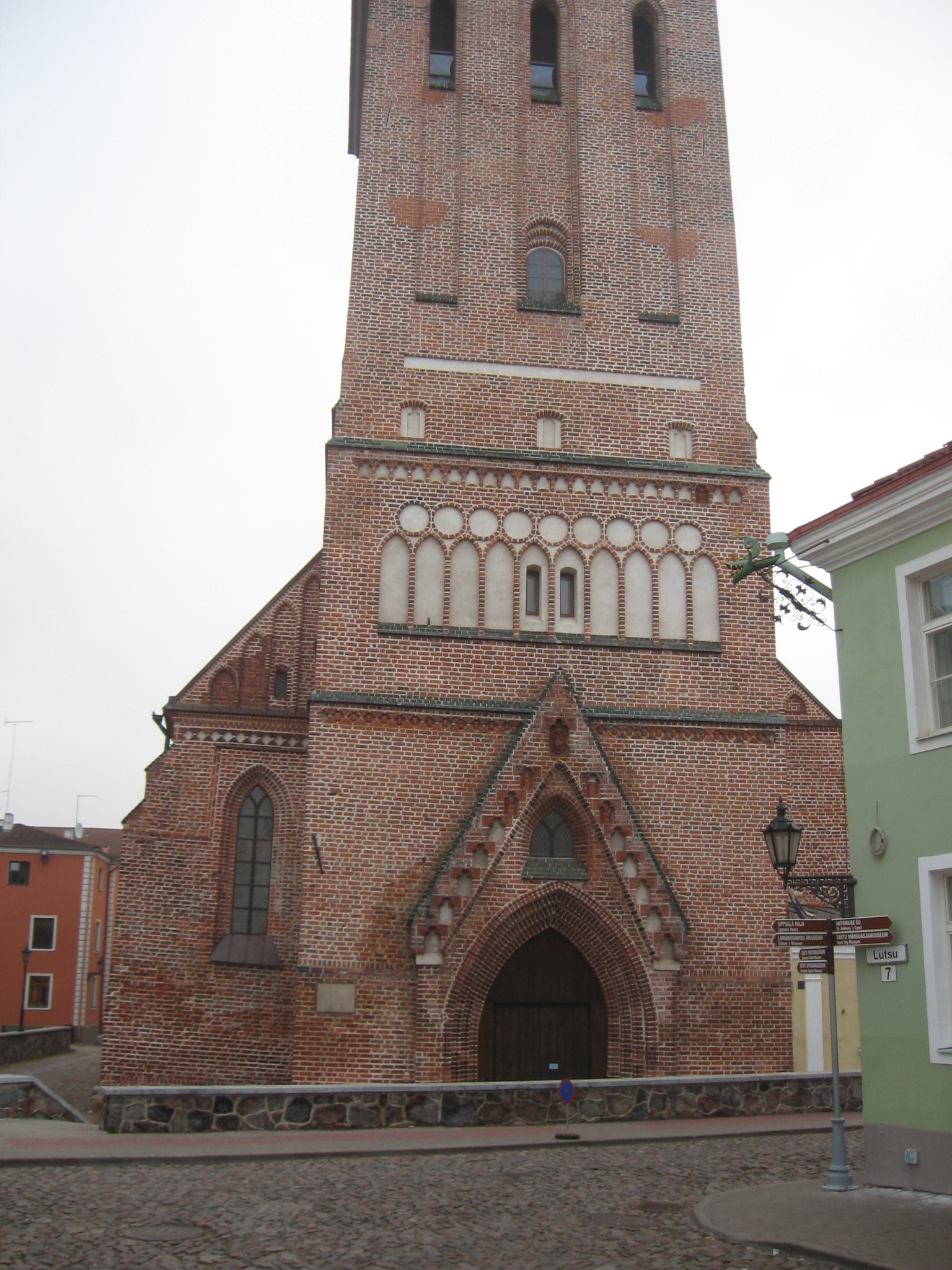
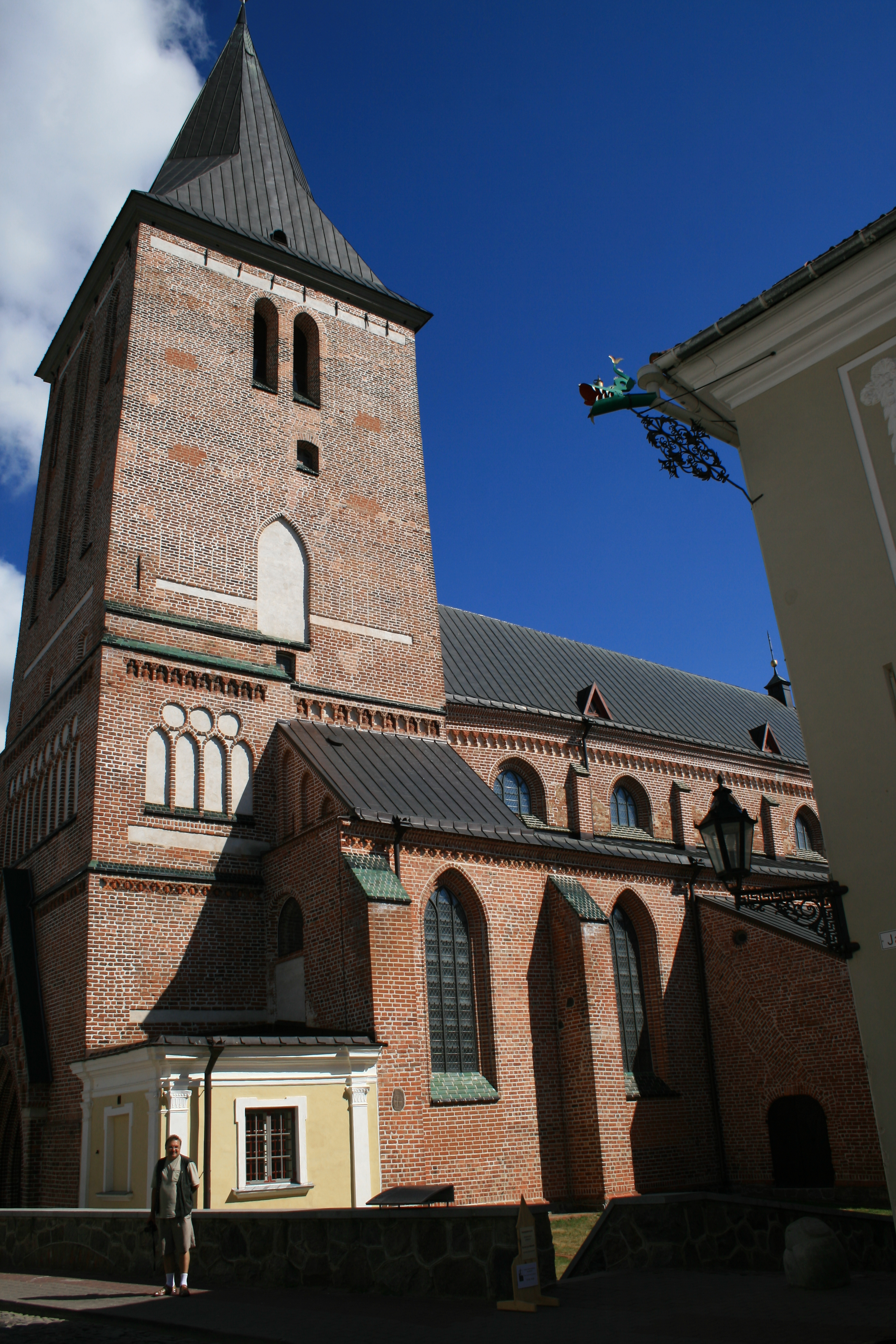
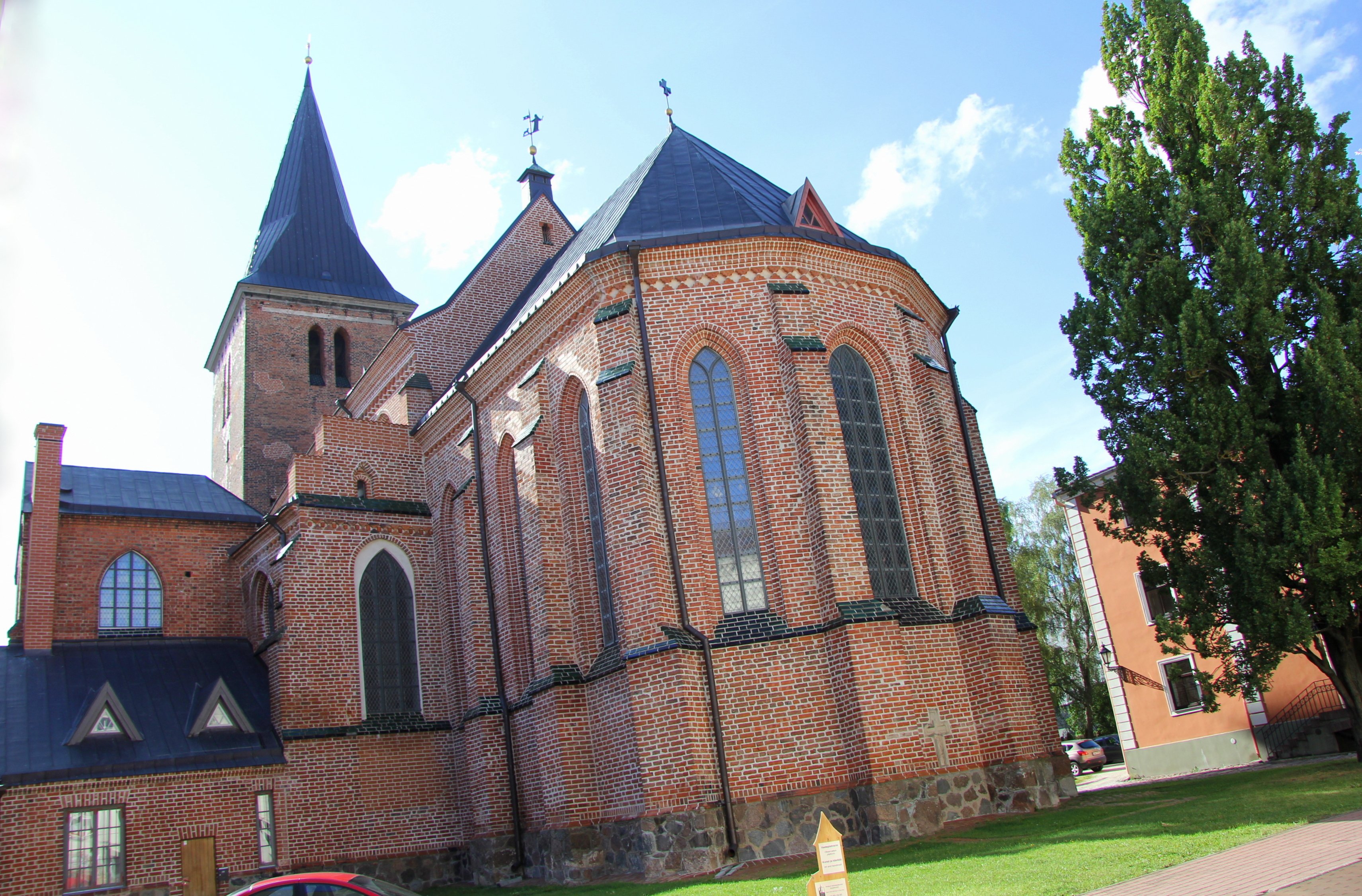

## Графік роботи
З 1 вересня по 31 травня вівторок — субота з 12:00 до 18:00. В літній період церква відкрита до 19:00.